# Садекабад (Марказі)
Садекабад (перс. صادق اباد) — село в Ірані, у дегестані Заліян, у бахші Заліян, шагрестані Шазанд остану Марказі. За даними перепису 2006 року, його населення становило 187 осіб, що проживали у складі 56 сімей.

## Клімат
Середня річна температура становить 10,08°C, середня максимальна – 29,24°C, а середня мінімальна – -12,44°C. Середня річна кількість опадів – 284 мм.
| Клімат поселення                              | Клімат поселення | Клімат поселення | Клімат поселення | Клімат поселення | Клімат поселення | Клімат поселення | Клімат поселення | Клімат поселення | Клімат поселення | Клімат поселення | Клімат поселення | Клімат поселення | Клімат поселення |
| Показник                                      | Січ.             | Лют.             | Бер.             | Квіт.            | Трав.            | Черв.            | Лип.             | Серп.            | Вер.             | Жовт.            | Лист.            | Груд.            |                  |
| Середній максимум, °C                         | 4,52             | 6,64             | 10,46            | 17,28            | 22,49            | 27,37            | 29,02            | 29,24            | 24,23            | 17,90            | 11,21            | 5,98             |                  |
| Середня температура, °C                       | −3,97            | −1,84            | 1,98             | 8,79             | 14,01            | 18,90            | 23,27            | 23,50            | 18,50            | 12,14            | 5,46             | 0,22             |                  |
| Середній мінімум, °C                          | −12,44           | −10,32           | −6,5             | 0,31             | 5,53             | 10,41            | 17,53            | 17,74            | 12,74            | 6,40             | −0,29            | −5,53            |                  |
| Норма опадів, мм                              | 42               | 38               | 53               | 39               | 34               | 7                | 1                | 1                | 1                | 6                | 25               | 37               |                  |
| Середньомісячна швидкість вітру, м/с          | 1.14             | 2.12             | 2.89             | 2.78             | 2.42             | 2.20             | 2.09             | 2.14             | 2.12             | 1.84             | 1.80             | 1.21             |                  |
| Середньомісячна сонячна радіація, кДж/м²·день | 9553             | 12607            | 15172            | 18423            | 22427            | 27067            | 25979            | 24203            | 21431            | 16034            | 11256            | 9225             |                  |
| --------------------------------------------- | ---------------- | ---------------- | ---------------- | ---------------- | ---------------- | ---------------- | ---------------- | ---------------- | ---------------- | ---------------- | ---------------- | ---------------- | ---------------- |
| Джерело:                                      |                  |                  |                  |                  |                  |                  |                  |                  |                  |                  |                  |                  |                  |